# Ernst Malmsten
Ernst Malmsten, född 5 oktober 1970, är en svensk förläggare, översättare, författare och företagare.
Malmsten grundade tillsammans med Kajsa Leander bokförlaget Leander Malmsten 1994 och Bokus 1997 samt tillsammans med Kajsa Leander och Patrik Hedelin Boo.com 1998.
I och med att företaget Boo.com gick i konkurs när IT-bubblan sprack, flyttade han till London och startade företaget Red Green Zebra, vars affärsidé är att fungera som agent och manager för folk inom kreativa yrken. Han blev senare delägare och vd för lyxaccessoarsmärket Lara Bohinc i London.